# Dílar
Dílar ist eine Gemeinde in der Provinz Granada im Südosten Spaniens mit 2.319 Einwohnern (Stand: 2024). Die Gemeinde liegt in der Comarca Vega de Granada.

## Geografie
Die Gemeinde grenzt an die Gemeinden Capileira, Dúrcal, El Padul, Gójar, Güéjar Sierra, La Zubia, Lanjarón, Monachil und Villa de Otura. Der Ort liegt in der Region La Campana Granadina („Die Glocke von Granada“).

## Geschichte
Die Geschichte der Stadt ist eng mit der von Granada verbunden, dessen Vorort sie heute ist.